# Teresa Escoda Badia
Teresa Escoda Badia va ser una líder veïnal allà on va viure, fundant més d'una associació veïnal.
Va néixer a Barcelona el 1940 i als vuit anys es va traslladar al Priorat, a La Vilella Alta, el poble del seu pare, que ella es va fer seu. Va anar a l'escola, però com que hi havia poca feina, als 16 anys va marxar a Barcelona, on va treballar en una empresa de llapis. Tornava al poble tots els estius, també de casada. Va quedar vídua als 38 anys, amb tres fills i dues filles.
Als 22 anys, ja casada, va viure a Montmeló i després a Mollet, on va portar una botiga d'objectes i mobles antics. Cap als anys setanta van participar activament en la lluita veïnal del poble. Van abocar la seva experiència a la barriada de Reus, que estava en construcció, on havien anat a viure. Van muntar de nou la botiga, que es va convertir en el punt de trobada per debatre sobre els problemes d'aquella zona que encara no tenia nom. L'any 1976 van crear l'Associació de Veïns i veïnes i van donar nom al barri. Com a mostra del desig de generar simbòlicament l'autoreconeixement col·lectiu com a comunitat, ella i un veí van proposar la paraula JU-RO-CA, que recollia les inicials dels tres promotors dels grups d'habitatges construïts. Juntament amb una altra dona jove de la Junta van crear una comissió de sanitat, que va esdevenir un espai de dones amb l'objectiu de resoldre un dels principals problemes de Juroca. Es van organitzar moltes mobilitzacions per aconseguir serveis al barri i elles van encapçalar la més forta, imaginativa i llarga, que demanava la urbanització d'una barrancada plena de canyars, porqueria i rates, on jugava la canalla, i en la qual es van implicar altres barris afectats. Quan va enviduar va haver de deixar la casa i la botiga del barri de Juroca.
Amb les seves filles i els seus fills es va instal·lar al barri de Sant Josep Obrer, on el 1981 va ser cofundadora i vicepresidenta de l'Associació de Veïns i veïnes. Va treballar en feines de neteja fins que va ser contractada com a cuidadora al centre psiquiàtric Institut Pere Mata de Reus i va estudiar per obtenir el títol d'auxiliar de psiquiatria. Va exercir el lideratge femení, també molt reconegut pel moviment obrer de Reus, a l'entorn de la lluita que va portar a l'equiparació del personal del centre amb el de l'Institut Català de la Salut.